# Biserica de lemn din Rădeni

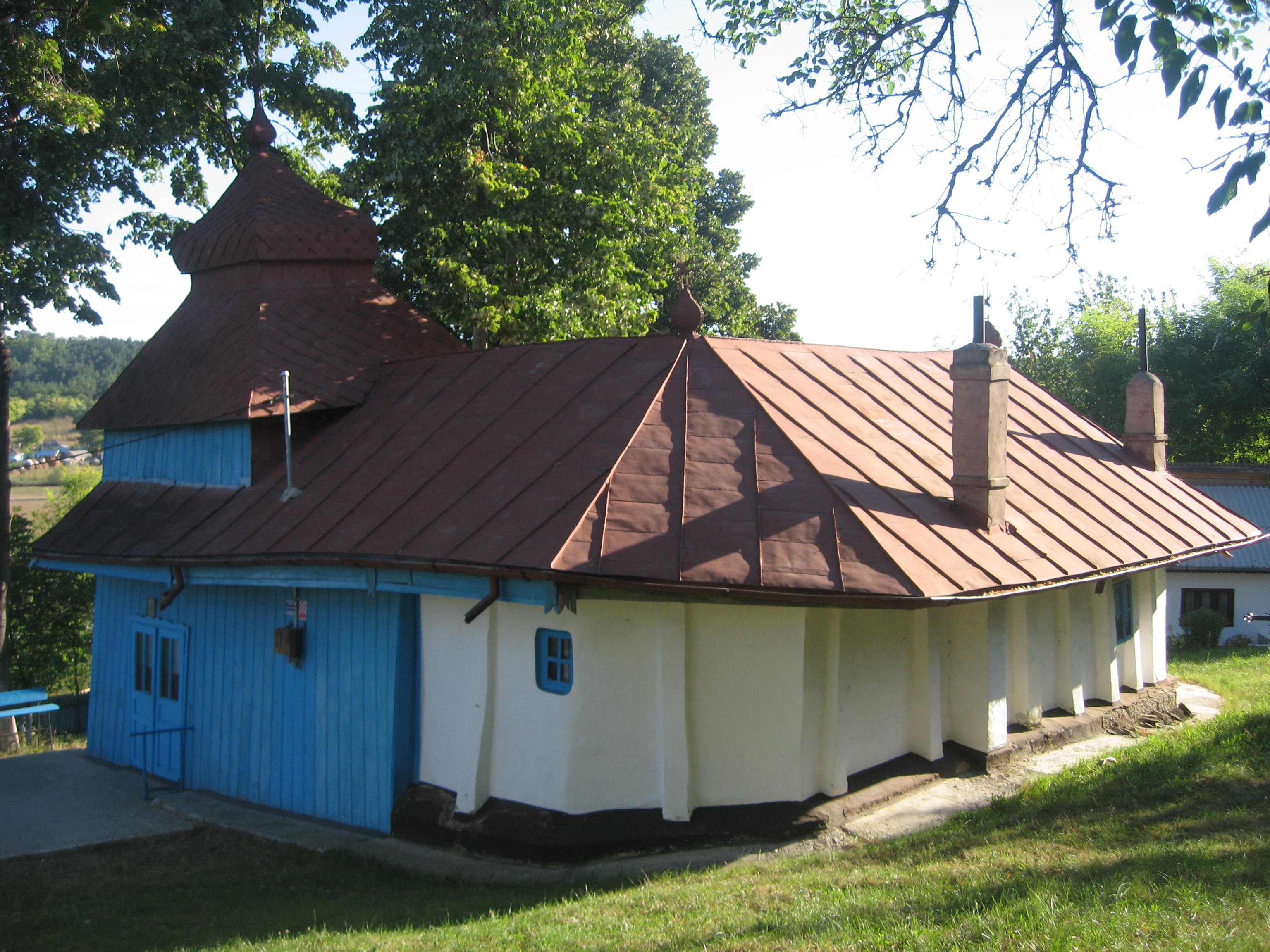
Biserica de lemn din Rădeni.

Biserica de lemn cu hramul Sfinții Arhangheli Mihail și Gavriil (Sf. Voievozi) din Rădeni a fost construită în anul 1780. Ea se află localizată în cimitirul satului Rădeni din comuna Roșcani (județul Iași).
Biserica de lemn din Rădeni a fost inclusă pe Lista monumentelor istorice din județul Iași din anul 2015, având codul de clasificare cod LMI IS-II-m-B-04233.

## Istoric
Satul Rădeni se află la o distanță de aproximativ 40 km de municipiul Iași, în partea de nord-est a județului Iași. El este atestat documentar din anul 1554, fiind un sat format din răzeși cu moșiile despărțite prin hotare.
În anul 1864 s-a înființat comuna Roșcani având în componența sa localitățile Roșcani, Păuleni și Căuești. Ulterior, a fost inclus și satul Rădeni. În decursul timpului, comuna a făcut parte din plasa Cârniceni, din plasa Bivolari, din plasa Turia, din raionul Iași și din raionul Vlădeni. În anul 1968 comuna Roșcani a fost desființată, satele sale intrând în componența comunei Trifești. Comuna Roșcani a fost reînființată în anul 2004, cu două sate: Rădeni și Roșcani, din cauza comunicării dificile a celor două sate cu satul Trifești (reședința comunei Trifești).
Biserica de lemn din Rădeni a fost construită în secolul al XVII-lea 
, pe locul unei biserici mai vechi din 1485.
În decursul timpului s-au efectuat lucrări de reparații ale acestui lăcaș de cult. O serie de adăugiri au avut loc în jurul anului 1850.
În anul 1938, în curtea bisericii a fost ridicat un monument în formă de cruce în memoria eroilor căzuți în primul război mondial. Pe monument sunt înscrise numele eroilor localnici căzuți pe front, precum și inscripția următoare: "Ridicat în anul 1938 luna mai sub înțeleapta domnie a M.S. Regelui Carol II, sub arhipăstoria I.P.S. Mitropolit Nicodim, ministru cultelor și artelor Victor Iamandi, prefect jud. Iași col. Caracaș Sava, pretor pl. Turia I. Prică, primar com. Roșcani Gr. Manea".
În curtea bisericii, înspre vest, se află un turn-clopotniță din lemn. Acesta este abandonat în prezent, în locul lui fiind construit un turn-clopotniță din zidărie la intrarea în cimitir.

## Arhitectura bisericii
Biserica de lemn din Rădeni este construită în totalitate din bârne de lemn. Pereții exteriori au fost tencuiți și văruiți în culoarea albă. Inițial acoperită cu șindrilă, ea are astăzi învelitoare din tablă vopsită în cărămiziu.
În biserică se intră printr-un pridvor care are deasupra sa un turn-clopotniță.

## Imagini

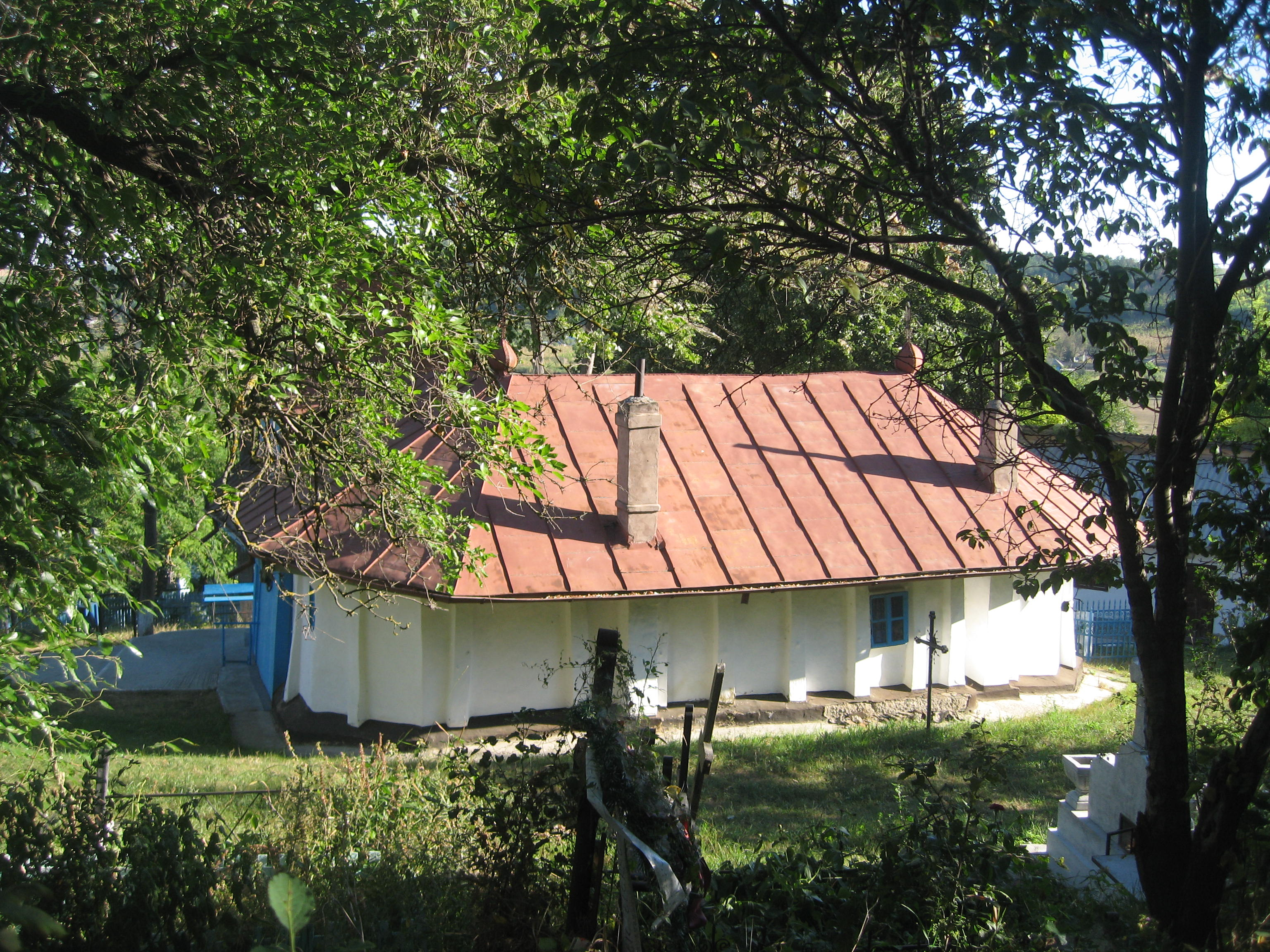
Biserica văzută de pe dealul cimitirului
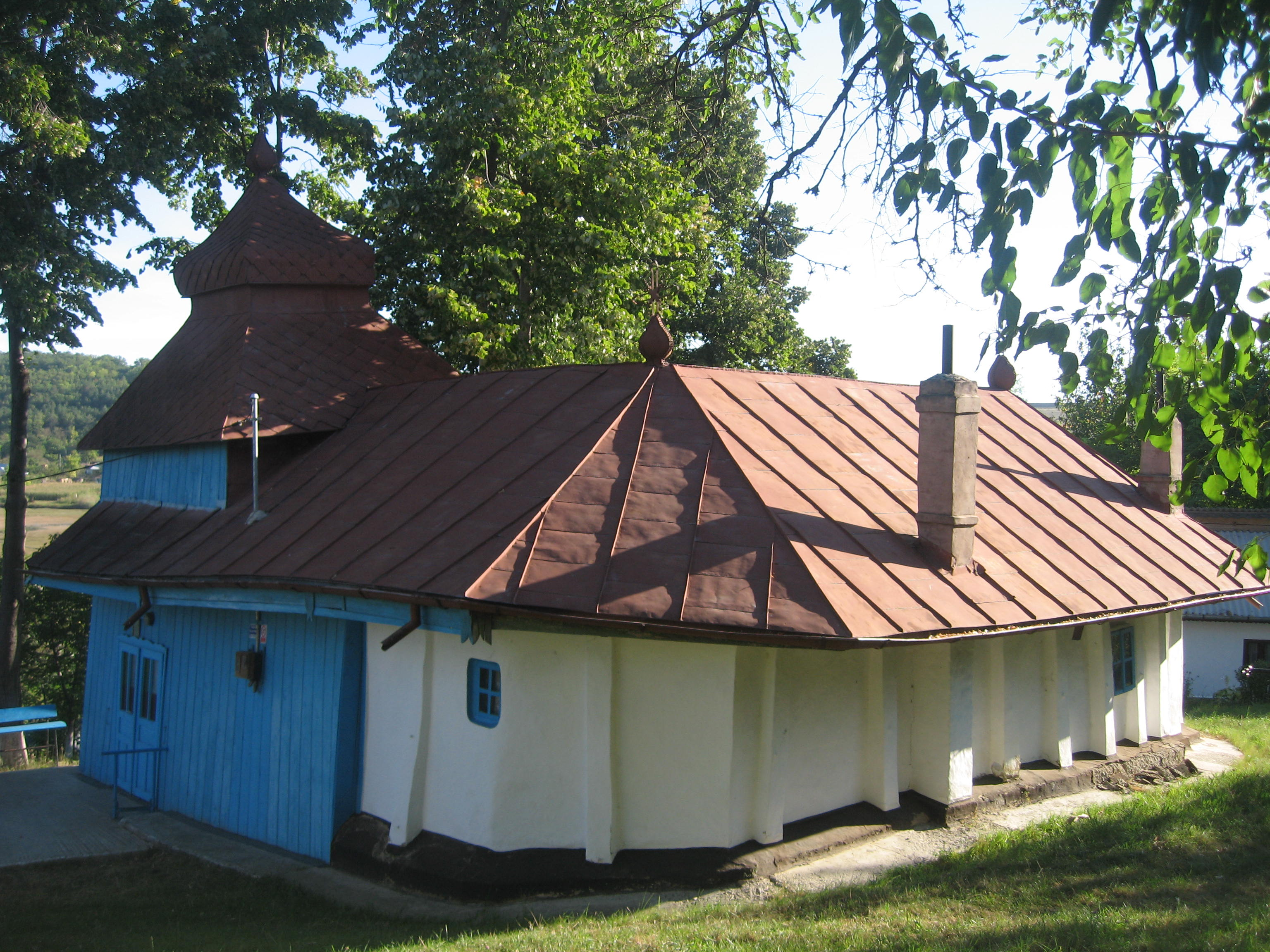
Biserica de lemn din Rădeni - vedere dinspre sud-vest
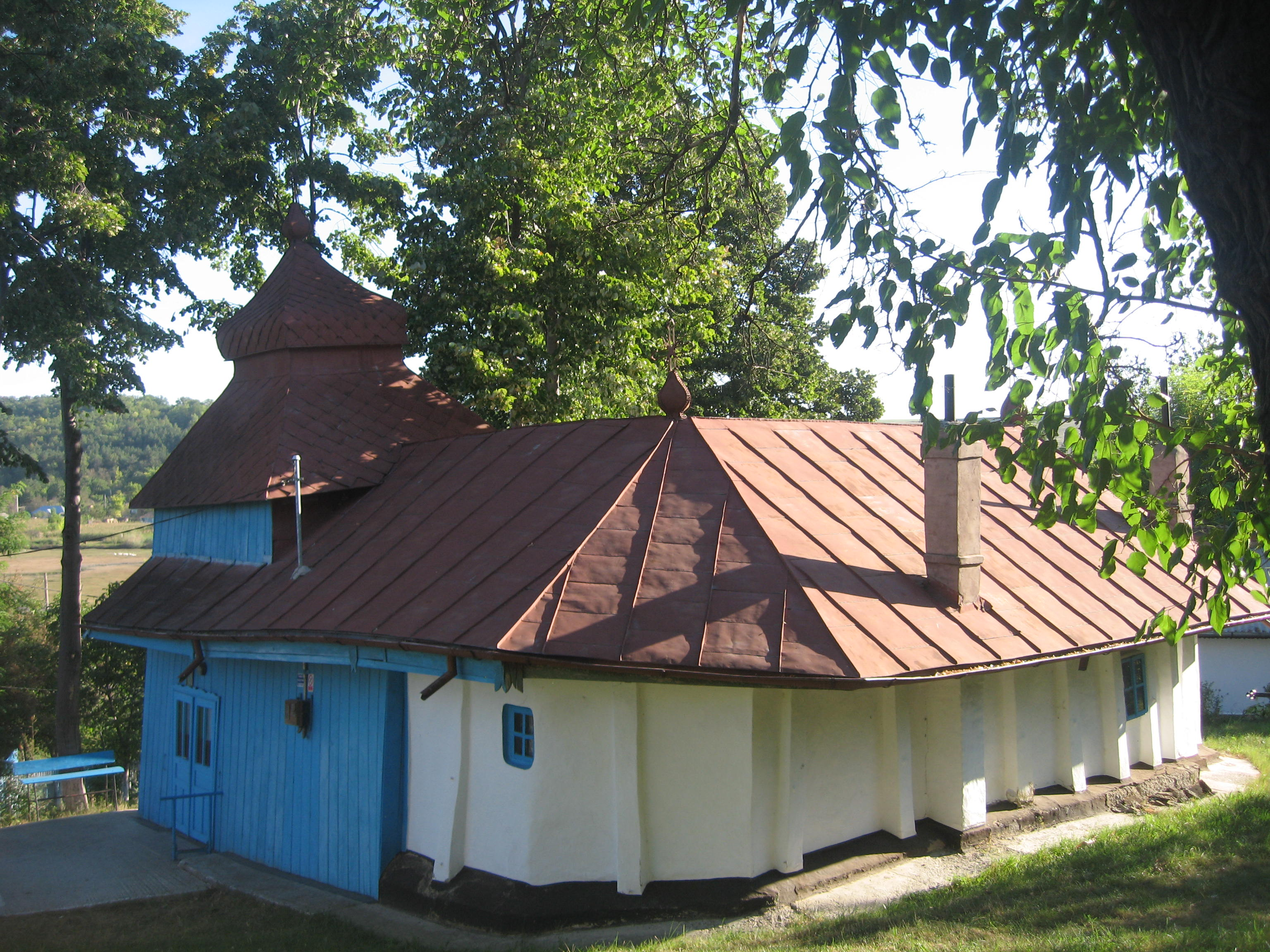
Vedere dinspre sud-vest
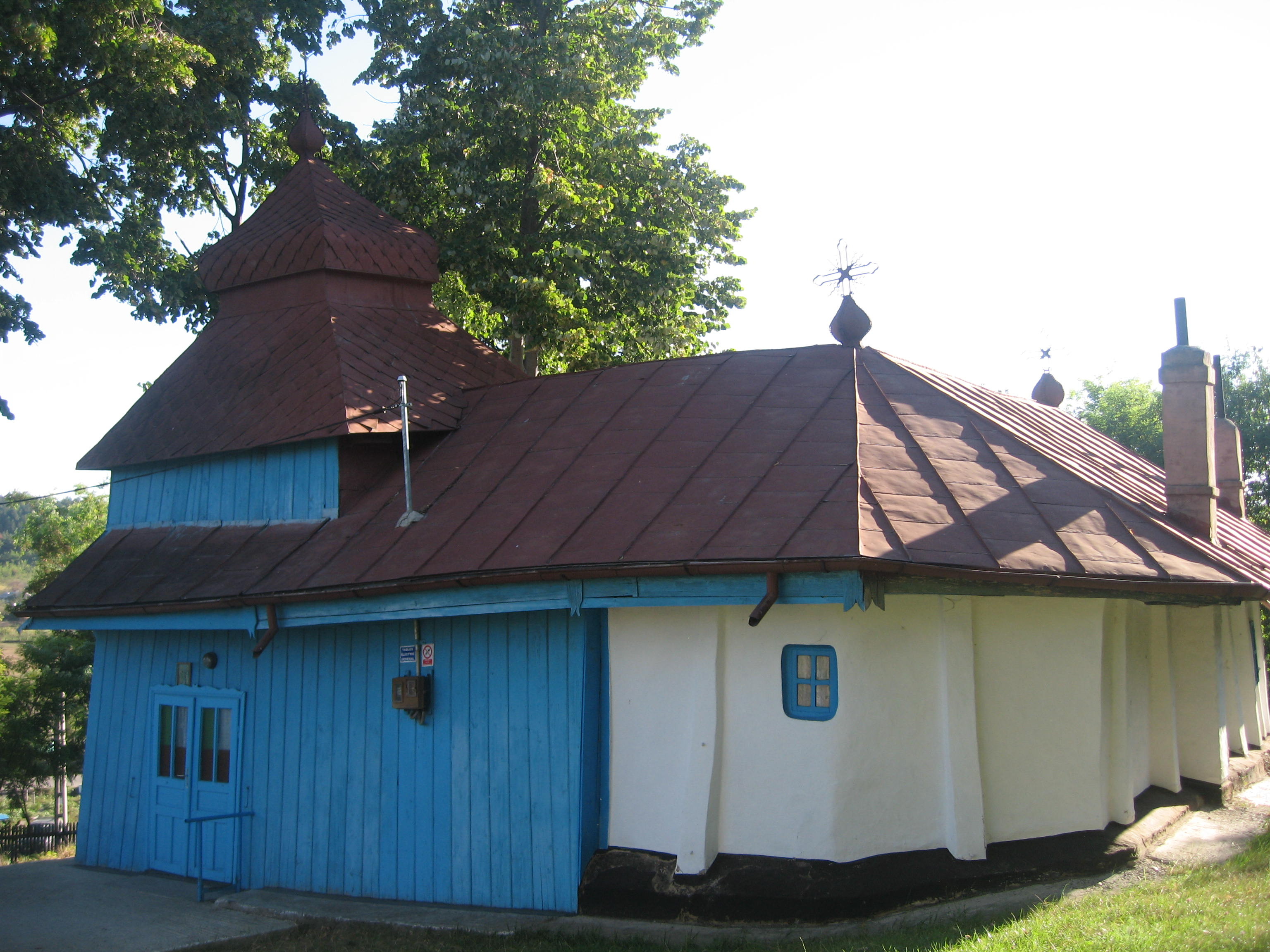
Latura vestică
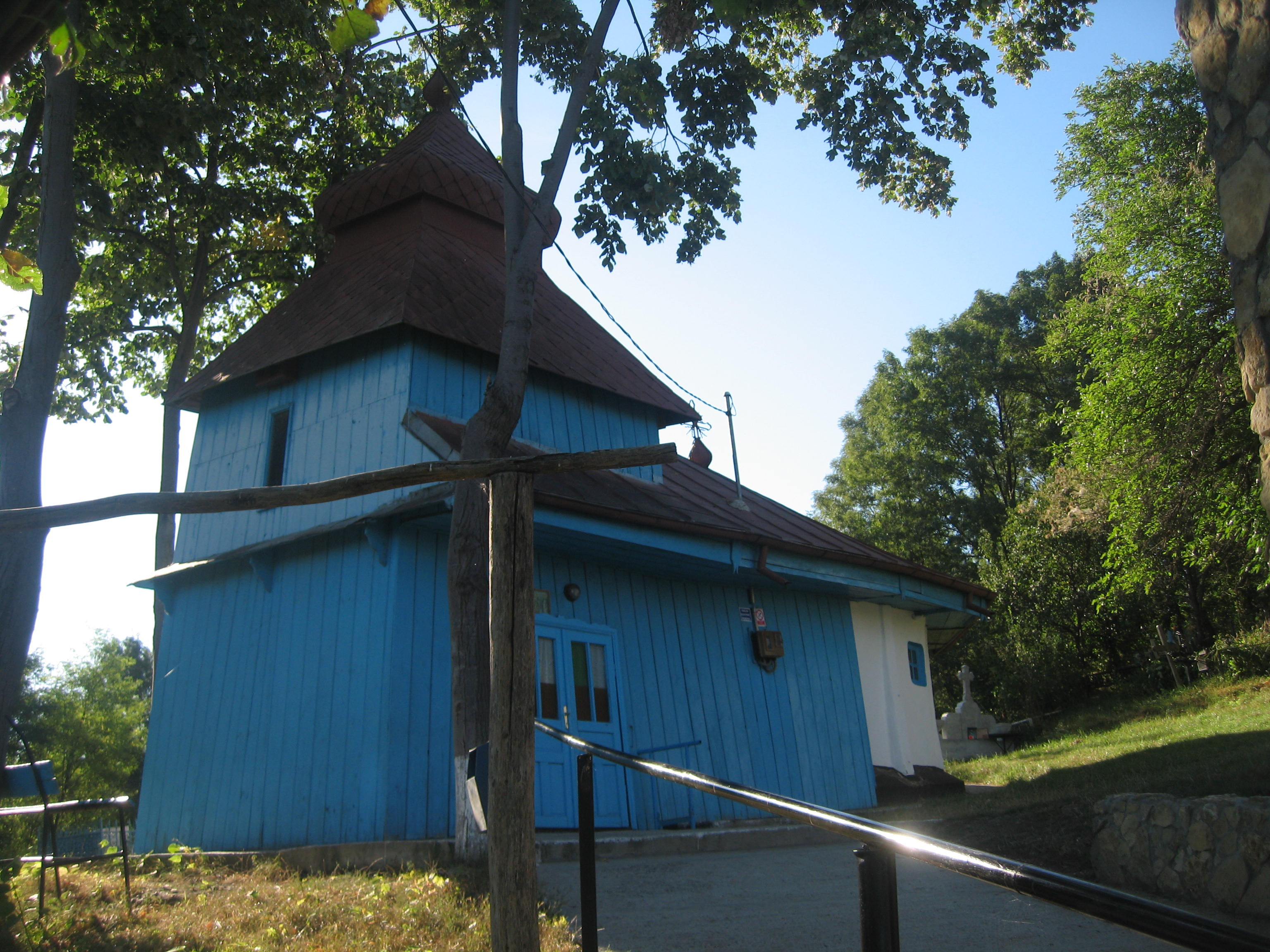
Biserica văzută dinspre intrarea în cimitir
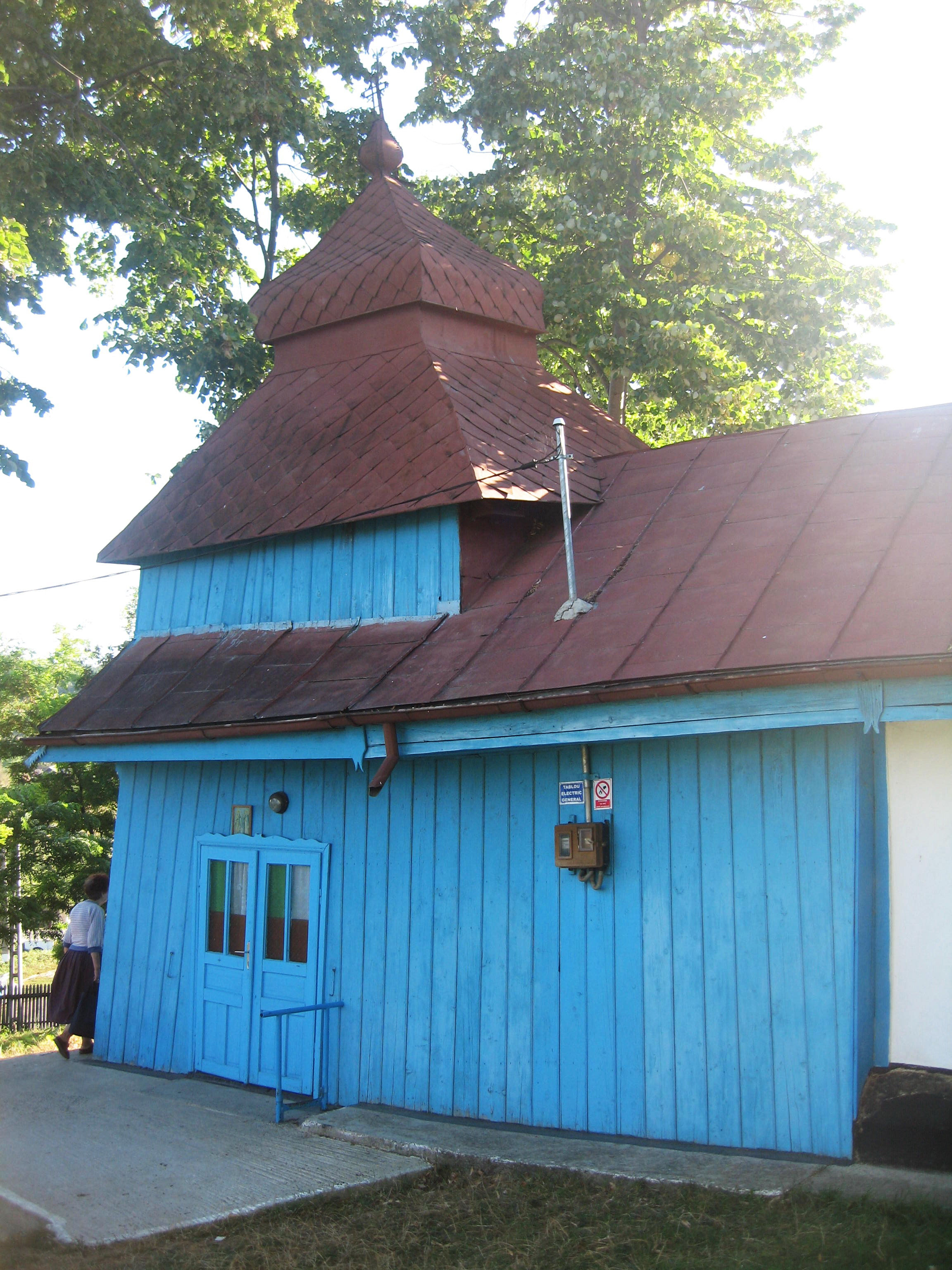
Vedere dinspre nord-est
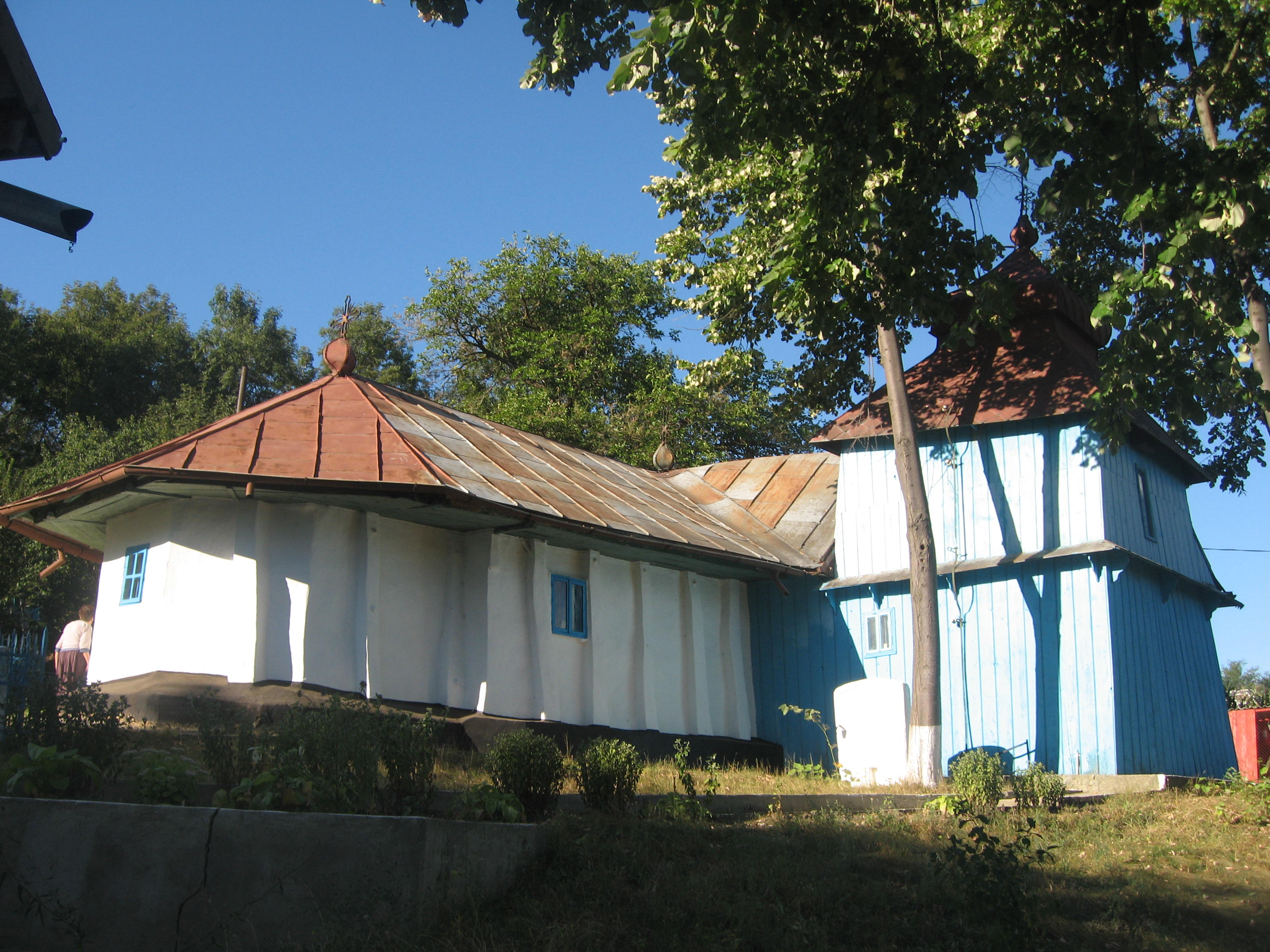
Vedere dinspre nord-est
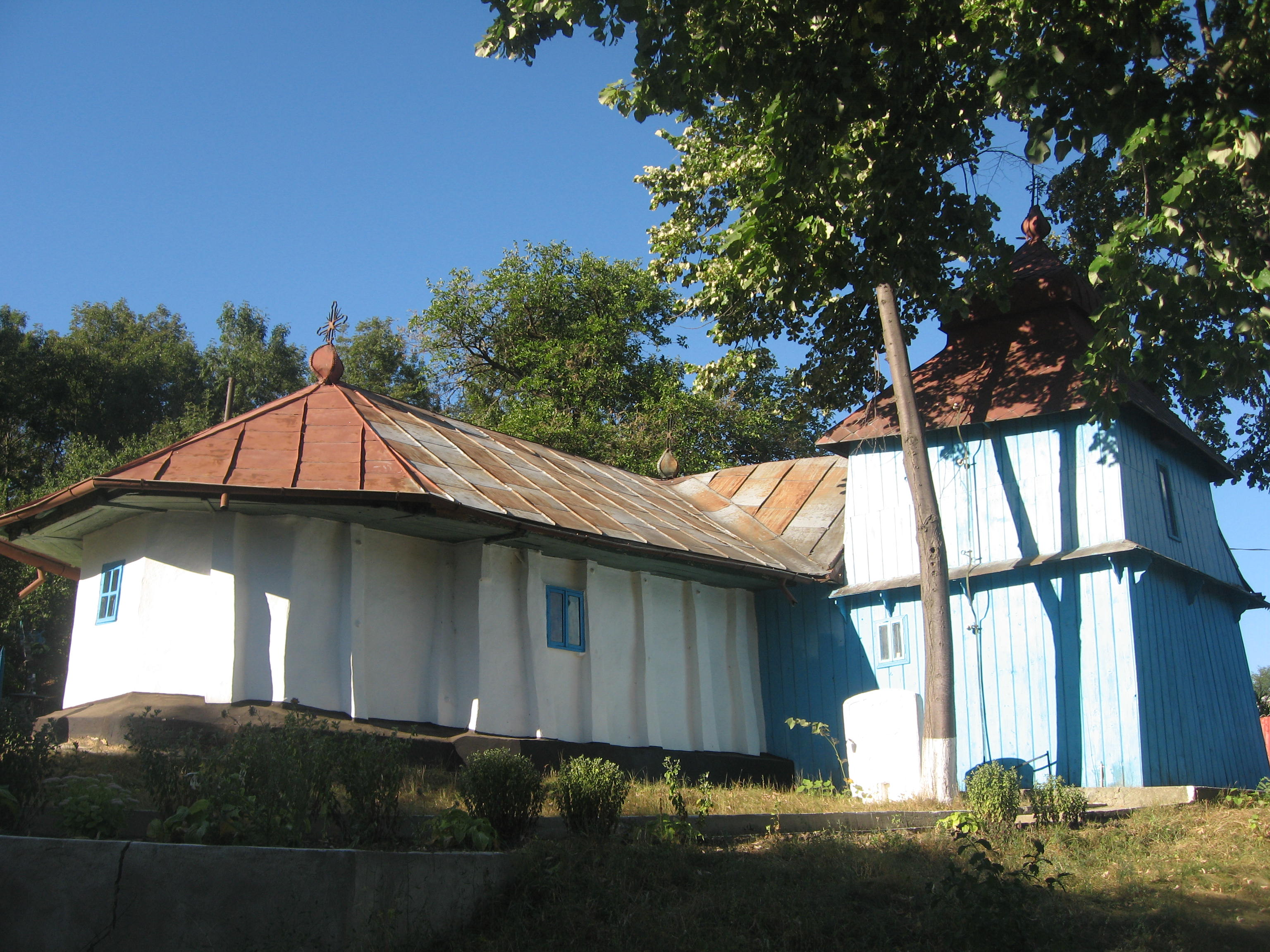
Vedere dinspre nord-est
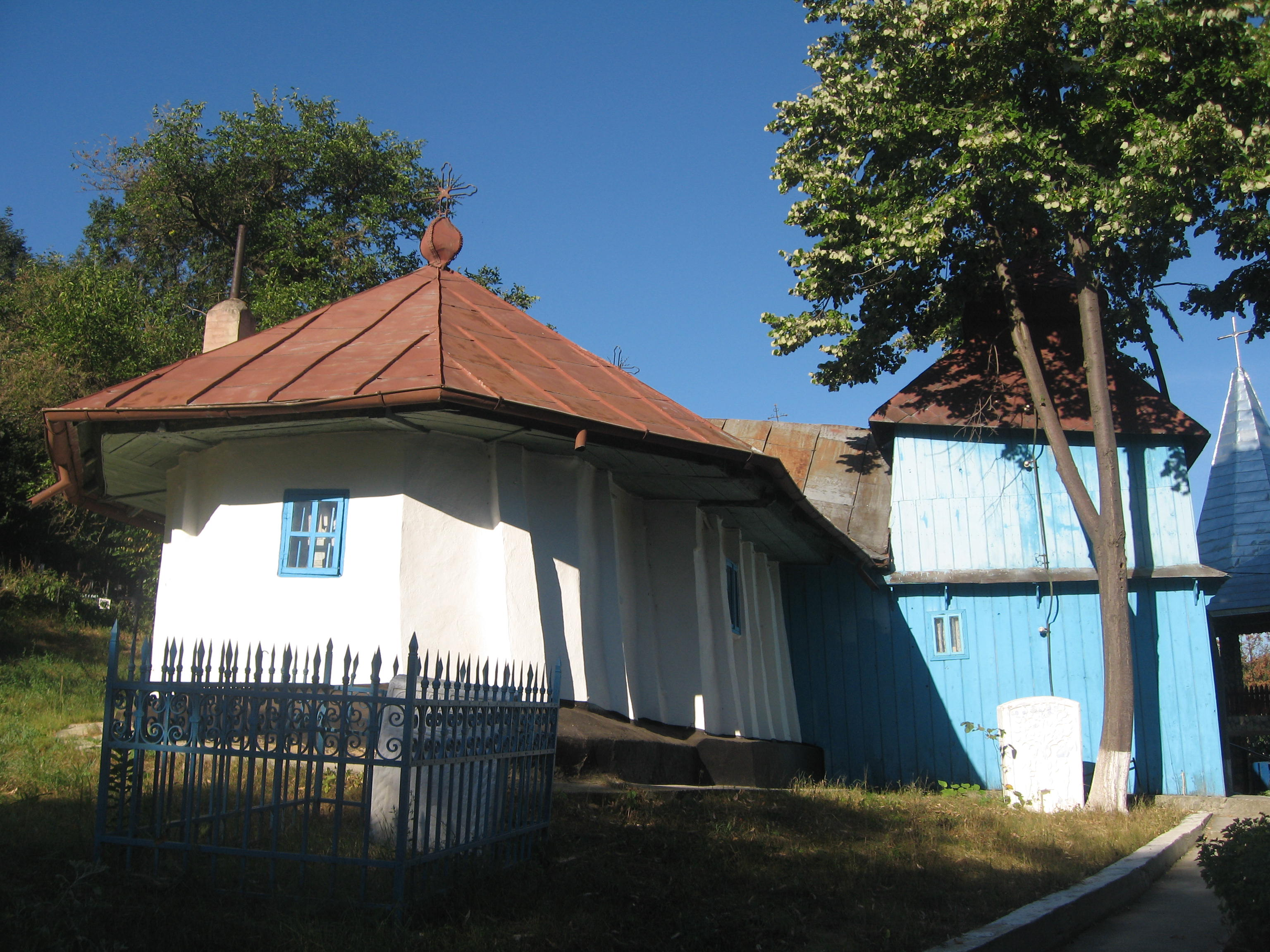
Vedere dinspre est
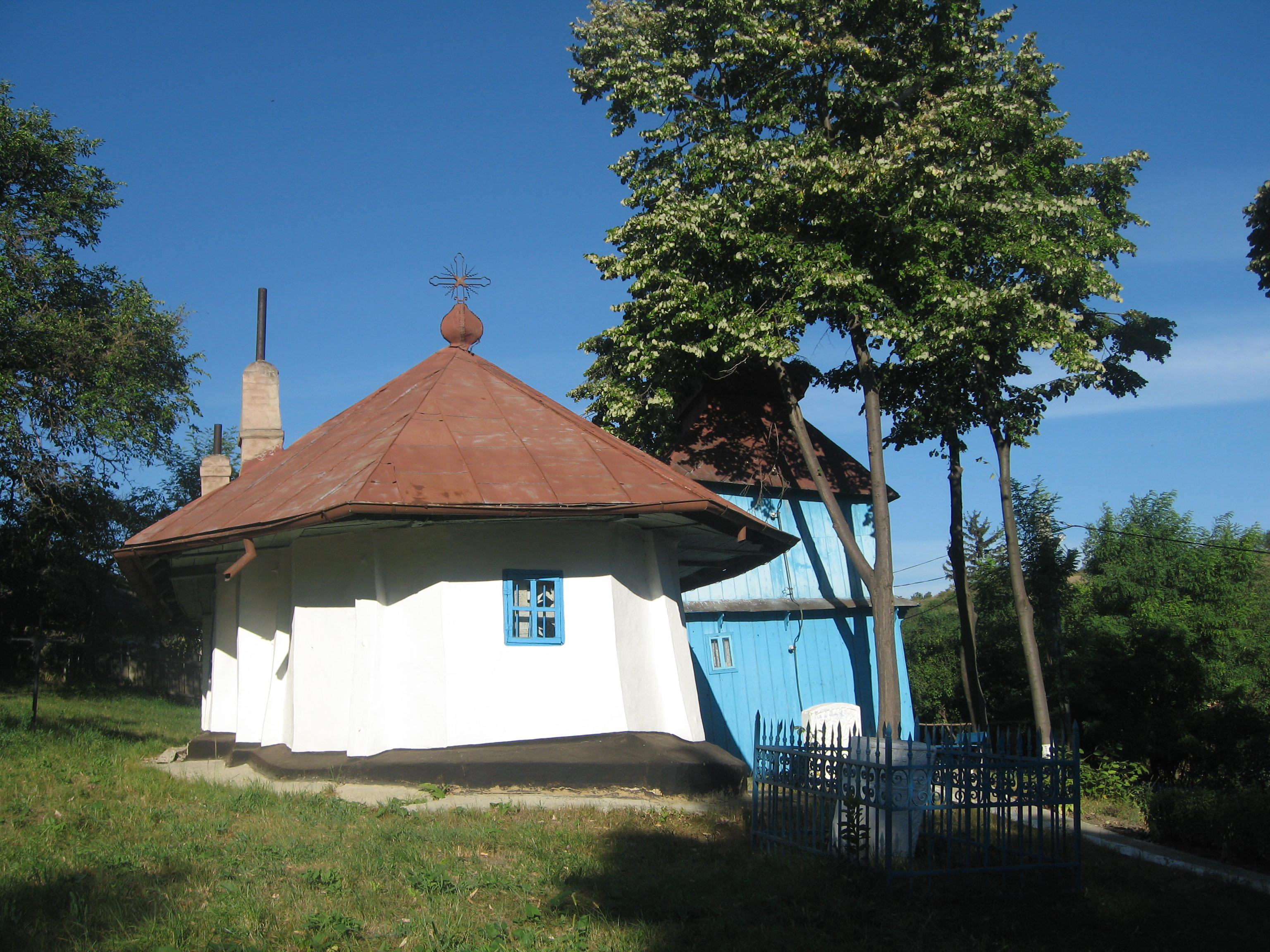
Vedere dinspre est
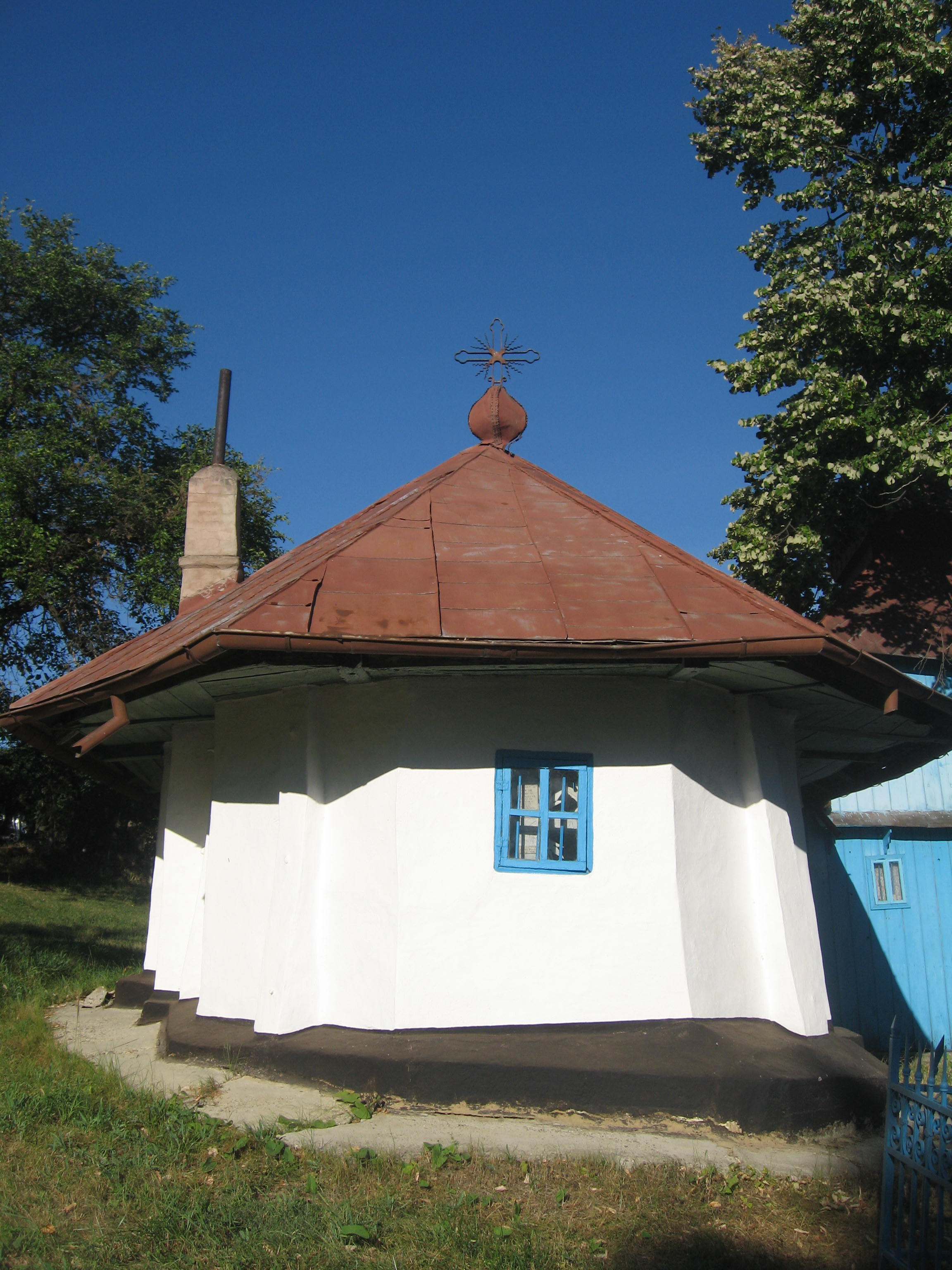
Absida altarului
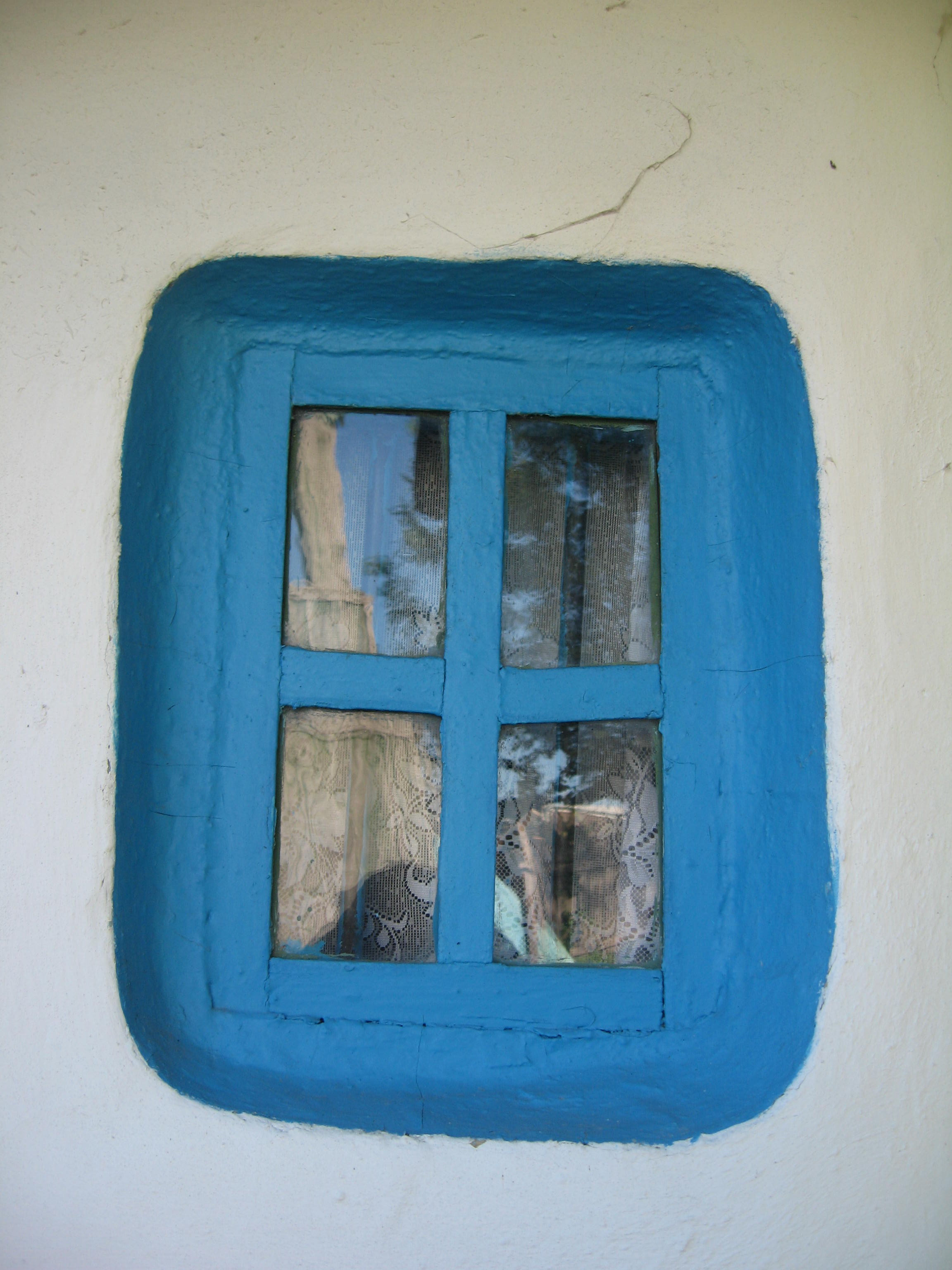
Ferestruică
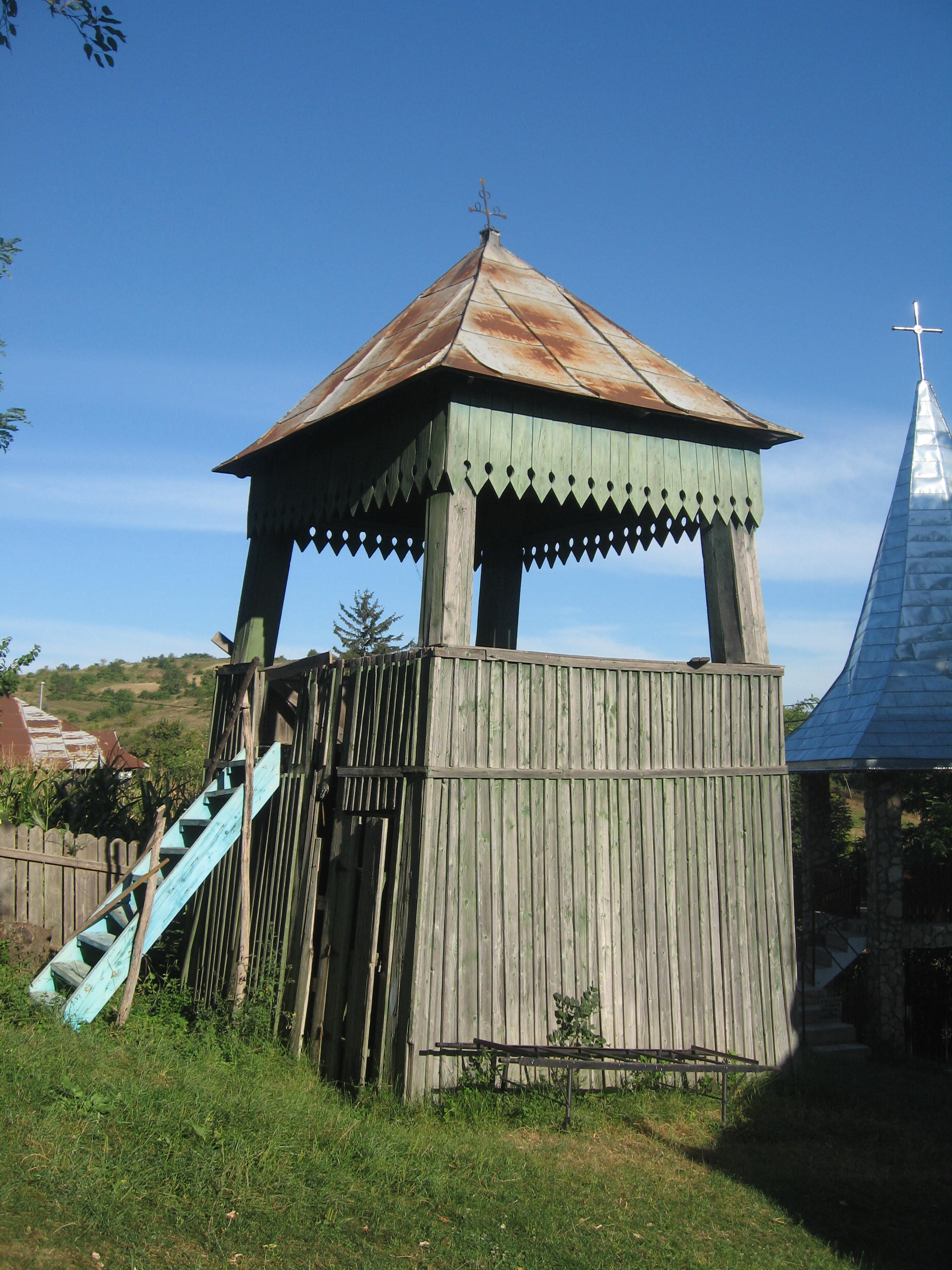
Turnul-clopotniţă din lemn
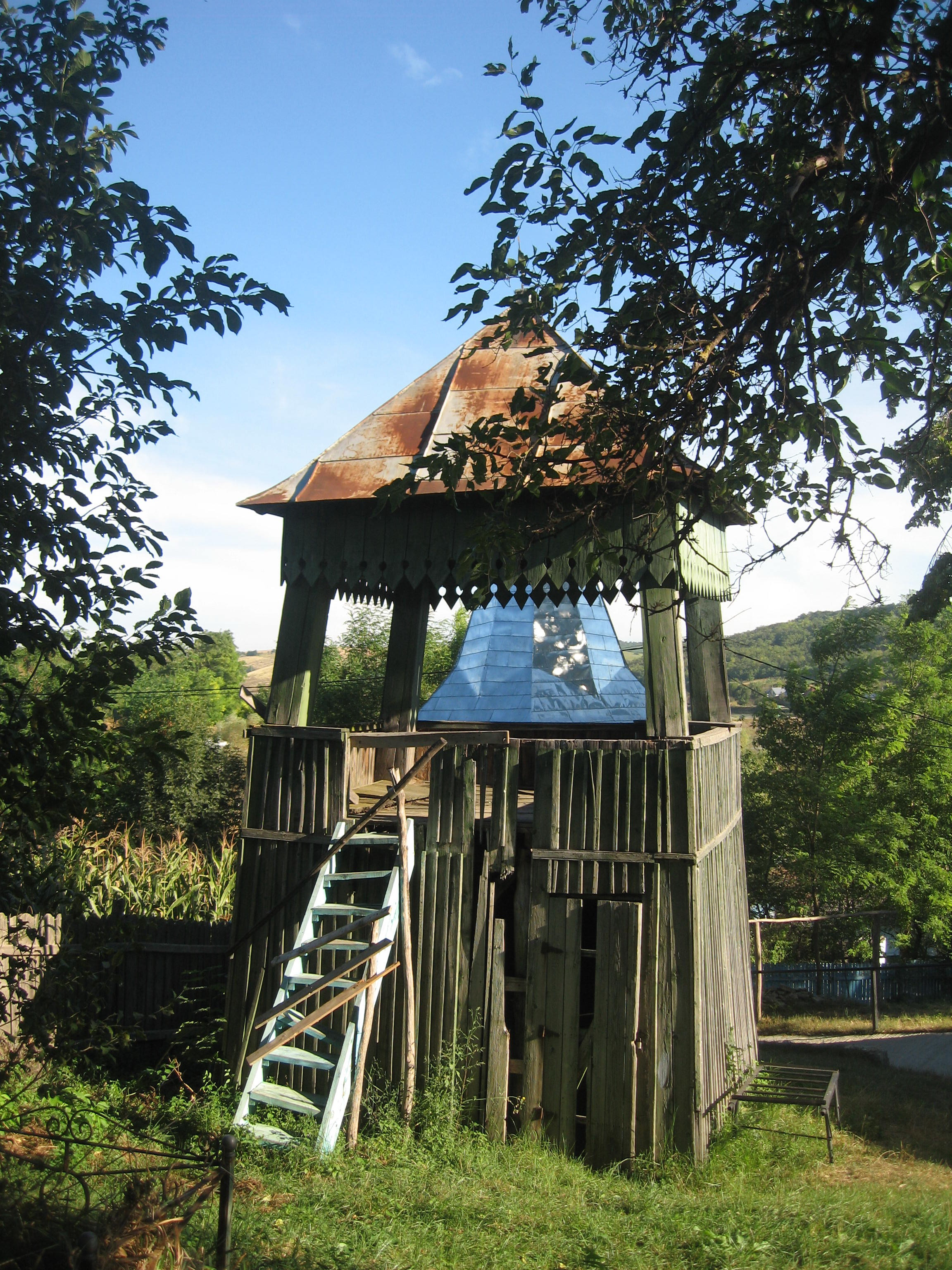
Turnul-clopotniţă din lemn
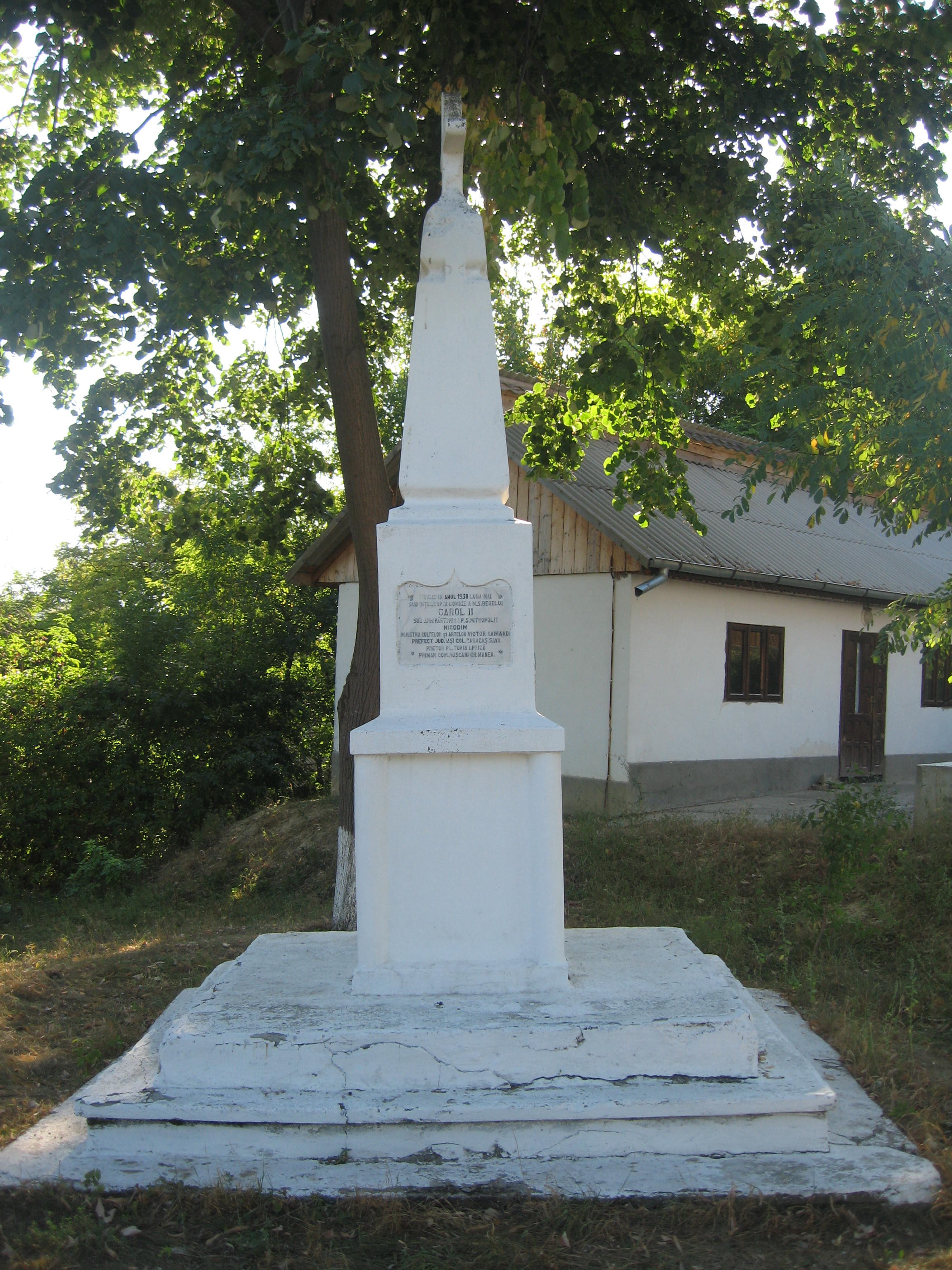
Monumentul eroilor din primul război mondial